# Riders Univerzita Pardubice
Riders Univerzita Pardubice je klub ledního hokeje z Česka, sídlící v Pardubicích. Založen byl v roce 2020 pod názvem Riders Univerzita Pardubice. Od sezony 2020/2021 nastupuje v Univerzitní hokejové lize, která se hraje na území České republiky. Klub reprezentuje Univerzitu Pardubice.

## Historie

### 2020/2021
V roce 2020 byl založen a potvrzen nový tým z Pardubic pod názvem Riders. Zastupující univerzitou je Univerzita Pardubice. První zápas v rámci ULLH odehrál tým Riders 30. září 2022 proti Engineers Prague a v Praze podlehl 2:4.  Ani ve svém druhém utkání nově vzniklý klub nezvítězil a podlehl HC UP Olomouc 1:5. Sezona byla poté předčasně ukončena z důvodu pandemie covidu-19. 

### 2021/2022
První kompletní sezona znamenala pro klub konečné 9. místo v tabulce a neúčast v playoff. Svou historicky první výhru v soutěži zaznamenali Riders 4. října 2021 když porazili 6:5 po prodloužení tým HC UP Olomouc. Nejproduktivnějším hráčem týmu byl v této sezoně obránce Lukáš Bezděk.

### 2022/2023
Sezona 2022/2023 znamenala změny ve vedení klubu, kdy před začátkem soutěže nastoupil do funkce generálního manažera Jan Vacek, asistentem trenéra se stal Lukáš Bezděk, marketing klubu spadl do kompetence Jakuba Mušky. Klub vyhlásil ambice probojovat se do playoff.
Po základní části obsadili Riders 8. příčku, která jim zaručila účast ve vyřazovacích bojích. Ozdobou základní části byl TOP ZÁPAS SEMESTRU, na který do Enteria areny dorazilo 1017 diváků a vytvořili klubový rekord v návštěvnosti domácího zápasu. Nejproduktivnějším hráčem základní části se stal s 23 body útočník Marek Ladman. 
V playoff se Riders utkali s Engineers Prague, pozdějšímu finalistovi podlehli Pardubice 3:0 na zápasy. Nejvíce kanadských bodů zaznamenal Martin Maťátko.

## Historické názvy
- 2020 – Riders Univerzita Pardubice

## Stadion
Riders Univerzita Pardubice odehrává své domácí zápasy v Enteria areně s kapacitou 10 088 diváků.

## Statistiky

### Přehled ligové účasti

#### Stručný přehled
- 2020– : ULLH

#### Jednotlivé ročníky
| Česko (2019-) |        |                                         |                                         |                                                         |                                         |                                         |
| Ročník        | Soutěž | PK                                      | ZČ                                      | Play-off                                                | Cel. um.                                | Pozn.                                   |
| 2020/2021     | ULLH   | sezóna zrušena kvůli pandemii covidu-19 | sezóna zrušena kvůli pandemii covidu-19 | sezóna zrušena kvůli pandemii covidu-19                 | sezóna zrušena kvůli pandemii covidu-19 | sezóna zrušena kvůli pandemii covidu-19 |
| 2021/2022     | ULLH   | 10                                      | 9.                                      | Klub nepostoupil do play-off                            | 9.                                      |                                         |
| 2022/2023     | ULLH   | 10                                      | 8.                                      | Čtvrtfinále (prohra 0:3 na zápasy s Engineers Prague)   | 8.                                      |                                         |
| 2023/2024     | ULLH   | 9                                       | 8.                                      | Čtvrtfinále (prohra 0:2 na zápasy s Black Dogs Budweis) | 8.                                      |                                         |

### Přehled kapitánů a trenérů v jednotlivých sezónách
| Sezóna    | Soutěž | Kapitán   | Trenéři                                  | Soupiska |
| --------- | ------ | --------- | ---------------------------------------- | -------- |
| 2020/2021 | ULLH   | Jan Vacek | Martin Šejba, Petr Filip, Otakar Janecký |          |
| 2021/2022 | ULLH   | Jan Vacek | Martin Šejba, Petr Filip, Otakar Janecký |          |
| 2022/2023 | ULLH   | Jan Vacek | Martin Šejba, Petr Filip, Lukáš Bezděk   |          |
| 2023/2024 | ULLH   | Jan Vacek | Martin Šejba, Petr Filip, Lukáš Bezděk   |          |

### Nejlepší střelec, Nejlepší nahrávač
| Ročník    | Soutěž | Branky ZČ                    | Nahrávky ZČ                                     | Body ZČ                                                                     |
| --------- | ------ | ---------------------------- | ----------------------------------------------- | --------------------------------------------------------------------------- |
| 2020/2021 | ULLH   | Daniel Skála, Daniel Tomín 1 | Daniel Králiček, Jan Vacek, Stanislav Huňáček 1 | Daniel Skála, Daniel Tomín, Daniel Králiček, Jan Vacek, Stanislav Huňáček 1 |
| 2021/2022 | ULLH   | Josef Hejný 8                | Lukáš Bezděk 10                                 | Lukáš Bezděk 14                                                             |
| 2022/2023 | ULLH   | Martin Maťátko 11            | Marek Ladman 13                                 | Marek Ladman 23                                                             |
| 2023/2024 | ULLH   | Marek Ladman 7               | Ondřej Šťastný 9                                | Marek Ladman 14                                                             |